# Arraibi
Arraibi es un núcleo de población español del municipio de Lemona, perteneciente a la provincia de Vizcaya, en la comunidad autónoma del País Vasco. En 2023, el núcleo de población tenía empadronados 362 habitantes.